# 도원향
도원향(桃源鄕)은 중국 동진 때 도연명이 언급한 이상향이다. 도연명(陶淵明)의 《도화원기》(桃花源記)에 나오는 선경(仙境) 이야기에서 나오는 세속을 떠난 별천지인 무릉도원(武陵桃源)을 가리키기도 한다.

## 줄거리
명나라 시절 강서성에 사는 부상(富商) 장영의 아들 박(博)은 위인이 총명 강개하고 활달정미하여 풍년에 곡식을 쌓아두었다가 흉년에 기민을 구제하니 칭송이 자자했다. 박은 늦게서야 아들 정서와 딸 난영을 얻는다. 박은 먼 친척인 장공과 함께 여행하던 중 그가 가진 진주를 탐내던 장공에 의해 독살된다. 정서와 난영이 함께 공부하다가 정서는 다시 백록서원을 찾아가 공부한다. 그는 거기에서 공부하고 있는 무기(武冀)를 만나 누이 자랑을 하면서 장래를 부탁하겠다는 언약을 한다. 정서가 과거를 보기 위하여 상경하다가 양순무의 딸 국영을 만나 백년가약을 맺는다.

정서와 남장한 난영이 과거에 장원과 부장원을 하니 황제가 정서를 벽옥공주의 부마로, 난영을 진왕의 딸 금란군주의 군마로 간택하려고 한다. 정서는 양소저와 이미 약혼하였다고 거절하고, 난영은 술사로 하여금 단명하다고 아뢰어 황제가 퇴혼하도록 한다. 한편, 양소저는 부모의 승낙없이 정서와 약혼하였다 하여 부친의 노여움을 사 집에서 쫓겨나 정서의 숙부집에 머무른다. 그녀는 그곳에서 유원외의 딸 수영을 만나 의자매를 맺는다. 국영과 수영이 남복하고 정서를 찾아 상경하였다가 과거를 보아 국영이 장원, 수영이 부장원으로 급제한다.

황제가 또 그들을 부마와 군마로 간택하려고 하자 그들은 신원을 밝혀 임금을 속인 죄를 사하여 달라하고 정서와의 관계를 아뢴다. 이에 황제는 과거에 급제한 장고의 두 아들을 부마와 군마로 삼고, 정서로 하여금 국영과 수영을 취하게 한다. 정서의 누이 난영은 무기와 결혼하니 국영 · 수영 · 난영 · 벽옥 · 금란 등 다섯 미인이 자매의 의를 맺고 살다가 만년에는 속세를 떠나 무릉도원으로 들어가 여생을 보낸다.

조선 후기의 작품으로 추정되는 작자 미상의 고전소설로 국문 활자본으로 나온 1권 1책이다. 오미인(五美人)이라고도 알려져 있다. 이 작품은 다섯명의 미인이 각기 적극적으로 결혼할 상대를 찾는 이야기를 주된 내용으로 하고 있다.
4세기 무렵 중국의 이야기이다. 후난 성(湖南省)의 무릉(武陵)이라는 지역에 민물고기를 잡으며 사는 어부가 있었다. 어느 날 그 남자는 물고기를 잡기 위해 강을 따라 계곡 깊숙이 들어가는 사이에 자기가 어디에 있는지 알 수 없게 되었다. 어부가 어디로 가야 할지 몰라서 무작정 자신의 작은 고기잡이 배를 저어가니 계곡 양쪽 물가를 따라 꽃들이 만발해 있었다. 그런데 그 나무들이 하나같이 모두 복숭아나무였다. 달콤한 향기가 계곡 전체를 가득 채우고 있었고 꽃잎이 하늘하늘 바람에 날리고 있었다.

"참 이상한 일도 다 있지."

어부는 이 복숭아나무 숲이 어디까지 계속되는지 보고 싶어서 앞으로 계속 나아갔다. 한동안 가니까 복숭아나무 숲은 끊기고 계곡이 맞닿는 곳에 작은 산이 나타났다. 계곡 물이 솟아 나오는 수원 근처에 작은 동굴이 있었다. 안을 들여다보니 희미하게 빛이 보였다. 어부는 기슭에 배를 두고 뭍으로 올라와 동굴 안으로 들어가보았다. 동굴 안은 무척 좁아서 사람 하나가 간신히 지나 갈 정도였다.

동굴 안으로 계속 들어가자 갑자기 시야가 밝아지더니 눈앞에 대지가 나타났다. 넓은 대지는 평탄했고 손질이 잘 되어 있는 논밭과 아름다운 연못, 뽕나무와 대나무 숲도 있었다. 잘 닦인 길과 커다란 집들이 있었고 그 집들의 뜰 안에서는 개나 닭의 울음소리가 들려왔다.

사람들이 입고 있는 옷들도 세상 사람들과 다를 것이 없었다. 백발이 성성한 노인이나 머리를 땋은 아이들도 한가롭고 즐거운 모습이었다.

그러고 있는 사이에 어부의 모습을 발견한 마을 사람이 깜짝 놀라면서 도대체 어디서 왔느냐고 물었다. 어부가 겪은 그대로 이야기하자 마을 사람은 자기 집으로 어부를 데리고 가서 술과 닭고기 요리를 대접해주었다. 어부에 대한 소문을 들은 마을 사람들이 그 집으로 몰려왔다. 마을 사람들은 아래 세상에 대해서 이것저것 어부에게 캐물었다. 그들의 이야기는 이러했다.

"우리의 조상들이 진(秦)나라 때 전란을 피해서 가족과 친지들을 이끌고 이 산속으로 피난을 왔다. 그 후로는 마을에서 한 발짝도 나가지 않았기 때문에 세상과는 인연이 끊긴 생활을 하고 있다. 그런데 지금은 어느 시대인가?"

마을 사람들은 한(漢)이라는 시대도 몰랐다. 그러니 위(魏)나 진(晋)에 대해서는 말할 필요도 없었다. 대략 500년 동안이나 바깥 세상으로부터 단절되어 있었던 것이다. 어부가 자신이 알고 있는 일에 대해서 이것저것 설명하자 마을 사람들은 놀라서 그저 한숨만 내쉴 뿐이었다.

그 다음부터 마을 사람들은 번갈아가면서 어부를 자신들의 집으로 초대해서 푸짐한 술과 안주로 대접하며 바깥세상의 이야기를 듣고 싶어했다. 어부는 이 마을에서 며칠 동안을 지낸 후 자신의 마을로 돌아가려 했다. 그러자 마을 사람 중 하나가 그에게 이렇게 말했다.

"이 마을에 대해서는 절대로 다른 사람에게 말하지 말아주시오."

어부는 마을을 나와서 원래 장소에 있던 배를 타고 오면서 도중에 표시가 될 만한 곳을 여기저기 눈여겨보며 자신의 마을로 돌아왔다. 그리고 마을 관리에게 자초지종을 보고했다. 관리는 이 이야기에 관심을 가지고 어부에게 부하를 동행시켜서 마을을 찾으려 했다. 그러나 복숭아꽃이 만발해 있는 그 평화로운 마을은 끝내 찾을 수가 없었다.

4세기 무렵의 이야기이다. 산둥성(山東省)에 있는 어느 마을에 '과혈(瓜穴)'이라 불리는 동굴이 있었다. 이 동굴에서는 사시사철 맑은 물이 솟아나오고 간혹 참외 잎이 흘러나왔기 때문에 이런 이름이 붙었다.

어느 날 도교 수행을 어느 정도 해본 적이 있는 이반(李班)이라는 남자가 이 동굴에 들어가보았다. 구멍 속을 3백 보 정도 걸어가자 넓은 장소가 나왔다. 그곳에는 궁전이 있었고 머리와 수염이 새하얀 두 사람이 앉아 있었다. 무척 고귀한 선인일 것이라고 생각한 이반은 그들 앞으로 나아가서 엎드려 절했다. 그러자 한 사람이 이렇게 말했다.

"너는 돌아가는 편이 좋다. 여기에 오래 있으면 좋지 않다."

이반은 인사를 하고 출구로 향했다. 구멍 끝에 다다르자 참외가 있었다. 그것을 따려고 손을 뻗었더니 참외는 돌로 바뀌어버렸다. 집에 돌아오니 아내가 말했다.

"나가신 지 벌써 40년이나 지났습니다."

마찬가지로 산둥성의 이야기가 또 하나 있다. 진(晋)나라의 태시년간(太始年間, 265~274)에 봉구(蓬球)라는 나무꾼이 산속에서 일하고 있을 때 신기한 향기가 풍겨왔다. 그 향기에 매료되어서 바람이 부는 쪽을 향해 찾고 있는 사이에 어느 산에 도착했다. 그곳에는 아름다운 궁전이나 높은 누각들이 서 있었다. 문으로 들어가 보니 이 세상 사람이라고는 생각할 수 없을 정도로 아리따운 미녀 네 명이 구슬치기를 하며 놀고 있었다. 봉구를 발견한 미녀가 놀라서 일어섰다.

"봉구님, 어떻게 이곳으로 오시게 되었지요?"

"향기에 이끌려서 여기까지 왔습니다."

그 말을 듣자 여자들은 아무 일도 없었던 것처럼 다시 구슬치기를 시작했다. 봉구는 목이 말라 가까운 나뭇잎에 맺혀 있던 이슬을 핥았다. 갑자기 여인 하나가 학을 타고 하늘에서 내려와 여자들에게 말했다.

"너희들은 왜 속인을 이곳으로 불러들였느냐? 서왕모님께 엄한 꾸중을 들을 것이야."

두려워진 봉구는 문 밖으로 뛰쳐나갔다. 뒤돌아보니 궁전도 누각도 미녀들의 모습도 모두 사라지고 없었다. 집으로 돌아왔더니 자신의 마을이나 집은 모두 황폐해져 있었다. 사람들에게 물어보자 건평년간(建平年間, 399~405) 시대가 되었다고 했다. 불과 몇 시간 선계에 가 있는 동안에 벌써 1 백 년 이상이나 지나 있었던 것이다.

중국에 지역마다 전해지는 이야기는 다르지만 대체적인 줄거리는 산속을 헤매던 남자가 자기도 모르는 사이에 '낙원'으로 들어갔다. 그곳에는 풍요로운 논밭이 이어져 있고 사람들은 평화로운 나날을 보내고 있었다. 며칠 간 머물다가 남자는 다시 집으로 돌아갔다. 그리고 다시 이곳에 오려고 하지만 낙원은 두 번 다시 모습을 보이지 않았다. 이렇게 '낙원'은 신비에 싸인 별천지로 도연명이 쓴 『도화원기』에 나오는 이야기이다.
흔히 세상일의 덧없음을 이야기할 때 예로 드는 『한단지몽』(邯鄲之夢)도 주막에서 밥이 끓는 잠깐 사이에 꿈속에서 영화를 누리며 파란만장한 50년 동안의 인생을 경험한다는 이야기인데 여기서도 시간은 늘어났다 줄어들었다 한다.
즉 '낙원'이나 '선계'는 속세와 시간의 흐름이 전혀 다르다. 이런 이야기는 민간전승이나 옛날이야기에서도 흔히 찾아볼 수 있다. 말하자면 신들이나 선인들의 시간은 일반 사람들의 시간과 다르다고 볼 수 있다. 신들은 물론이고 원래는 인간이었던 선인 또한 소위 '불로불사(不老不死)'로 죽음을 초월한 존재들이다. 죽음이 없는 사람들에게 시간은 별다른 의미를 가지지 않는다. '인생 50년'이라고 서둘러서 살아갈 필요가 없기 때문이다.
그러나 그들도 나이를 먹기는 한다. 다만 일반 사람들에 비해서 시간의 흐름이 엄청나게 느리다. 그러므로 우연하게 신선 세계의 '시간'속에 있었던 인간은 다시 원래 세계로 돌아왔을 때 참외가 돌이 되어버린다든지 자신의 마을이 폐허가 되어 있는 것처럼 시간 경과의 엇갈림을 당하게 된다. '다른 세계(異界)'를 본 인간은 그 보복이라고도 생각할 수 있는 씁쓸한 경험을 하게 되는 것이다.

## 의미
도원향은 도연명의 도화원기에 나타난 유토피아이며 도연명이 죽고 난 이후에도 이 도화원기에서 나타난 도원향의 이야기는 화자들에 언급되며 여러 설화들이 만들어졌다. 도연명이 살던 시대는 북위와 같은 이민족들의 정복 왕조들 나타나 중국을 긴 시간동안 지배하던 시기였다. 북쪽의 한족들은 이미 이민족들의 노예가 되거나 굴복해 신하가 되어 변변치 못한 삶을 살았고 이미 남쪽으로 도망친 한족들은 동진이란 국가를 건국했는데 동진마져도 이민족의 침략에 어지러운 전란이 되풀이 되었고 더 이상 도망칠 곳이 없는 한족들의 심리 속에서 도원향이라는 유토피아가 나타난 것이다. 즉 도연명은 낙원을 꿈꾸기만 하는 예술가였던 것이 아니다. 오히려 그가 살았던 어지러운 시대에는 이 산속의 낙원이라는 이미지가 매우 현실감을 띠고 있었다.
도연명은 동진에서 전란과 극심한 정치적 혼란이 되풀이되는 시대에 살았던 사람이다. 당시는 그런 전란이 싫어서 인적 없는 산악지대로 피난하는 사람들, 소위 유민이 적지 않았다. 이민족의 침략이 거듭되면서 많은 한족들은 노역을 피해 피난해갔다. 그들은 산속 깊숙한 곳으로 들어가 적당한 장소를 발견하면 그 주위에 흙으로 담을 쌓고 완전히 푹 파묻혔던 것이다. 이러한 공동체를 '장(場)'이라고 한다. 그야말로 진나라가 멸망할 때 전란을 피해 산속에 '낙원'을 만들었던 『도화원기』의 마을 사람들을 연상시킬 수 있는 일들이 실제로도 존재했다.
『도화원기』에서 찾아볼 수 있는 도연명의 사상적 입장은, 이러한 정세를 바탕으로 두고 있기는 해도 보다 순수한 형태의 '낙원'을 지향했던 것 같다. '여기저기에 있는 뜰 안에서 개나 닭의 울음소리가 들려온다' 또는 '백발이 성성한 노인이나 머리를 땋아내린 아이들'이 즐겁고도 한가롭게 놀고 있는 광경이란 농촌이 가질 수 있는 여유와 풍요를 상징적으로 나타낸다.
그리고 이 글에서 주목할 만한 것은 어부가 마을에 들어갔을 때 그를 응대한 사람은 일반적인 마을 사람들뿐이었지, 그 마을의 지도자나 권력자의 모습은 보이지 않았다는 사실이다. 즉 매우 민주적인 공동체의 모습이 보이는 듯한 부분이다. 어쩌면 도연명은 유민들의 공동체인 '오'에 대해서 커다란 가능성을 느끼고 있었는지도 모른다. 그것은 마을과 대비되는 시골, 도시와 대비되는 '반(反)도시'의 이념이다.
그러나 현실의 장(場)는 이러한 이상과는 반대로 괴멸의 길을 걸었다. 그 이유로 몇 가지를 들 수 있다. 우선 도시생활에서 이루어졌던 인간의 상하관계를 그대로 공동체로 가져갔다는 것. 그리고 경우에 따라서는 반란군이 될 수도 있는 집단이었기 때문에 권력자들 쪽도 위협을 느껴서 무력으로 귀순 공작을 진행시킨 결과이기도 했다. 가장 큰 이유는 그들이 자발적인 의지로 산 속에서 살았던 것이 아니라는 사실이었다.
이렇게 해서 어쩌면 아름다운 '이상향'이 될 수도 있었던 공동체는 붕괴되어갔다. 도연명의 꿈은 허사로 돌아간 것이다.

## 전해오는 이야기
도연명의 『도화원기』에 표현된 '반도시(反都市)' 사상에 대해서 좀더 자세하게 생각해보자. 중국에는 전통적으로 '은일(隱逸)'사상이 있다. 이는 '자신의 뜻이나 생활 방식을 굳게 지켜서 관료가 되지 않는다'는 자세다.
당시 중국의 지식인들이 자신의 재능을 발휘할 수 있는 길은 관료가 되는 방법밖에 없었다. 그리고 자신의 사상이나 이상이 당시의 권력자와 맞지 않았을 때에는 관료가 되는 것을 거부하거나 이미 그 자리에 있던 사람은 사임했다. 물론 이는 권력자에 대한 명백한 반항이다. 처벌을 두려워한 그들은 시골이나 산속에서, 말하자면 '은거'하는 자세로 스스로의 의지를 내보였던 것이다.
잘 알려진 사례로 '죽림칠현(竹林七賢)'이 있다. 이는 위(魏), 진(晋)나라 시대(3세기 후반)에 정치적 혼란을 피해서 잠시 허난성 북동부에 있는 대나무 숲에 모여서는 여러 가지 논의를 벌였다는 일곱 명의 지식인들을 일컫는 말이다. 완적(阮籍, 210~263)과 산도(山濤, 205~283) 등이 중심인물이었다.
칠현이라고 불린 사람들은 각각 사정은 달랐지만 정치적 혼란이 싫어서 '은사(隱士)'가 되었던 것이다. 이런 자세는 후대 사람들로부터 청렴결백한 사람들이라 하여 높은 평가를 받게 되었다.
그러나 그들은 소위 '은자(隱者)'와는 다른 존재들이다. '은자'라는 것은 주로 종교적 동기에서 속세를 버리고 산속에서 수행을 쌓는 생활을 하는 사람을 가리키는 말인데, 이들과 같은 '은사(隱士)'의 경우는 그렇게 세상을 버린 것이 아니라 오히려 권력으로 복귀할 수 있는 기회를 노리고 있었다고 보아야 한다. 만일 그 사람의 뜻이 위정자에게 인정되어 자신의 이상이 받아들여질 수 있는 정치 형태가 마련되면 당장이라도 다시 그 자리로 돌아갈 것이 틀림없었기 때문이다.
이런 풍조 속에서 세상에 '현자'임을 드러내기 위해 겉으로만 은거하는 사람도 나타났다. 위정자 쪽도 자신의 정치 자세가 관용이 넘치고 현명하다는 것을 강조하기 위해서 이러한 은사들을 후대하는 경우도 있었다고 한다. 중국인들은 예부터 결코 만만하게 보아서는 안 될 사람들이었던 것이다.
'무릉도원'의 내용에는 잠깐 살펴보기만 해도 이처럼 커다란 테마, 또는 사상이 담겨져 있다. 이 작품의 배경을 연구하는 것은 그대로 중국의 사상사, 종교사, 민속사(民俗史)를 알게 되는 길이라고 할 수 있다.
어쨌든 도연명이 『도화원기』에 표현한 이상향은 무척 친근하게 생각되기는 하지만 결국 인간은 지금껏 그 땅에 이르지 못했다. 그래도 그가 제시한 이상향은 많은 사람들의 상상력을 불러일으키고 지금까지도 신선한 매력이 넘치는 존재로 남아 전해지고 있다.

## 같이 보기
- 낙원
- 정토
- 이상향
- 도연명
- 유토피아
- 파라다이스
- 니르바나
- 해탈